# Georges Lafenestre

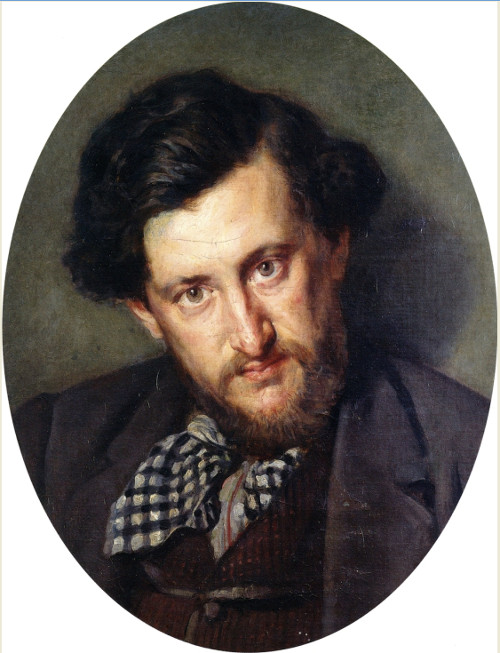
Georges Lafenestre, 1865

Georges Lafenestre (* 5. Mai 1837 in Orléans, Département Loiret; † 19. Mai 1919 in Bourg-la-Reine, Département Hauts-de-Seine) war ein französischer Schriftsteller und Kunstkritiker.
Lafenestre wirkte als Konservator im Louvre und war in gleicher Funktion auch dem Institut de France verbunden.
Nach dem Tod von Samuel Bénédite 1865 heiratete Lafenestre dessen Witwe, Isabelle Lisbonne und adoptierte deren Sohn Georges, den späteren Ägyptologen.
Lafenestre war befreundet mit José-Maria de Heredia, dem Bibliothekar an der Bibliotheque des l’Arsenal und lernte über diesen bald auch andere Parnassiens kennen; u. a. auch Emmanuel des Essarts und Sully Prudhomme. Zusammen mit Maurice Barrès, Sidonie-Gabrielle Colette und auch Henri de Régnier stand Lafenestre mit seinem literarischen Schaffen bald schon für eine Hinwendung der Parnassiens hin zur Romantik.
Der Verleger Alphonse Lemerre wurde ebenfalls auf das Werk Lafenestres aufmerksam und lud ihn ein, an der später berühmt gewordenen Anthologie Le Parnasse contemporain mitzuarbeiten.

## Werke (Auswahl)
Belletristik
- Les espérances. Paris 1864.
- Le plongeur. 1870.
- Chansons.
- Juillet.
- Hymne.
- L'ébauche.

Sachbücher
- Chateaubriand. Hachette, Paris 1882.
- La Fontaine. Hachette, Paris 1895
- Molière. Hachette, Paris 1908
- La peinture italienne. Picard, Paris 1886.
  - Bd. 1: Depuis les origines jusqu'à fin du XVe siècle (mehr nicht erschienen?)
- La vie et l'œuvre de Titien. Hachette, Paris 1886.
- Le salon de 1886. La peinture, la sculpture. Paris 1886 (Sonderdruck der Zeitschrift Revue des Deux Mondes).